# Gwido Battaglia
Gwidon Szymon Hieronim Battaglia di Sopramonte Pontcalto (ur. 1846 w Bolechowie, zm. 1915 we Lwowie) – oficer, urzędnik, pisarz.

## Życiorys
Pochodził z rodziny pochodzenia włoskiego, pierwotnie z obszaru południowego Tyrolu, a osiadłej w Galicji na początku XIX wieku. Jego krewny służył armii napoleońskiej. Był synem Karola, galicyjskiego urzędnika administracyjnego i Polki. Miał dwie siostry. Legitymował się tytułem barona Świętego Cesarstwa Rzymskiego. Urodził się w 1845 lub w 1846 w Bolechowie.
Mając 9 lat został przekazany pod opiekę księdza ruskiego w Kałuszu i uczył się tam w niemieckojęzycznej szkole ludowej. Potem kształcił się w gimnazjum w Stanisławowie. W tym okresie podczas pobytu w domu rodzinnym w Obertynie odwiedził miejsce zamieszkania rodziców Mieczysława Romanowskiego w Żukowie i za sprawą wyniesionych stamtąd doznań od tego czasu poczuwał się do polskości. W stanisławowskim gimnazjum ukończył III klasę, a na skutek konfliktów polsko-niemieckich między uczniami i działalności konspiracyjnej został wydalony ze szkoły w gronie kilku Polaków (wśród nich był m.in. Aleksander Raciborski). Następnie ukończył IV klasę w Buczaczu, po czym otrzymał informację o zaostrzeniu represji wobec niego - został wykluczony z nauki publicznej w całym kraju. Następnie przez dwa lata kształcił się w gimnazjum bernardyńskim we Lwowie kończąc V i VI klasę. Po cofnięciu decyzji wykluczającej go z nauki od września 1862 uczył się w VII klasie gimnazjum dominikańskiego we Lwowie. Zaangażował się działalność organizacji narodowej 27 listopada 1862 składając przysięgę Komitetowi Centralnemu. Po wybuchu powstania styczniowego od 31 stycznia 1863 służył w szeregach polskich sił. Brał udział w wyprawie na Tomaszów pod dowództwem Czarneckiego. Po rozwiązaniu oddziału przedostał się do swojej rodziny Udryckich w Stanisłówce i tam działał w organizacji narodowej. Od początku lipca 1863 był czynny w organizacji wyprawy Leszka Wiśniowskiego na Wołyń. Uczestniczył w potyczce pod Korytnicą. Później wraz z oddziałem został wyparty przez Rosjan, a po przekroczeniu granicy rozbrojony przez siły austriackie. Potem został odstawiony do Stanisłówki, skąd wrócił do domu rodzinnego. Po powrocie kontynuował naukę. W 1864 zdał egzamin dojrzałości w Gimnazjum Dominikańskim we Lwowie (innymi abiturientami zostali też wtedy m.in. Roman Pilat, August Szczurowski). Studiował na Uniwersytecie Lwowskim.
Potem został oficerem Armii Cesarstwa Austriackiego, a w 1866 odbył kampanię w wojnie prusko-austriackiej. Pełnił służbę w stopniu porucznika 15 pułku piechoty Księcia Nassauskiego w ramach Armii Północnej i pierwotnie informowano, jakoby poległ w bitwie pod Sadową (3 lipca 1866), po czym zdementowano to doniesienie i w sierpniu 1866 podano, że w rzeczywistości został ranny i przebywał w niewoli w Rechanitz, a potem w Colberg.
Po odejściu z wojska ukończył studia prawnicze. W okresie zaboru austriackiego w ramach autonomii galicyjskiej wstąpił do służby urzędniczej Austro-Węgier. Jako urzędnik C. K. Namiestnictwie był prowizorycznym adiunktem konceptowym przy starostwie c. k. powiatu bohorodczańskiego od około 1872, następnie przeszedł do pracy w starostwie c. k. powiatu bocheńskiego, gdzie był 1873 był praktykantem konceptowym, od 1875 koncepistą namiestnictwa, od około 1878 do około 1879 komisarzem powiatowym. Równolegle w okresie około 1876-1879 pełnił funkcję przełożonego C. K. Urzędu Cechowniczego Miar i Wag w Bochni (nr 21). Od około 1879 do około 1882 był zatrudniony w charakterze komisarza powiatowego w starostwie c. k. powiatu nowotarskiego. Jednocześnie około 1881-1882 pełnił funkcję zastępcy prezydującego c. k. powiatowej komisji szacunkowej w Nowym Targu. Od około 1882 do około 1884 był komisarzem powiatowym w starostwie c. k. powiatu krakowskiego. W tym okresie około 1883-1884 pełnił funkcję komisarza rządowego w zarządzie Powiatowej Kasy Oszczędności w Krakowie Od około 1884 do około 1898 był komisarzem powiatowym w starostwie c. k. powiatu tarnowskiego. Potem przez lata był przydzielony do służby w C. K. Namiestnictwie we Lwowie: od około 1898 w randze starszego komisarza powiatowego, na koniec około 1903-1904 w randze starosty.
6 kwietnia 1881 otrzymał honorowe obywatelstwo Nowego Targu. 
Wskutek działań w okresie młodości utracił władzę w nogach. Od młodych latach uprawiał też działalność literacką. Początkowo publikował we lwowskim „Dzienniku Literackim”, potem jego utwory ukazywały się w innych czasopismach z tego miasta, a także z Warszawy. Ogłosił kilka prac.
Jego żoną została Olga z domu Baranowska herbu Łodzia. Mieli pięcioro dzieci: Rogera (1873-1950, prawnik, ekonomista, poseł do Rady Państwa), Karola (porucznik artylerii), Małgorzatę (żona Węclewskiego, komisarza powiatowego), Helenę (żona Forsta, docenta Uniwersytetu Wiedeńskiego), Andrzeja (1895-1918, żołnierz, legionista, pierwszy Polak poległy w obronie Lwowa w 1918).
Zmarł na początku 1915 we Lwowie. Został pochowany w tym mieście.

## Publikacje
- Taras Szewczenko. Życie i pisma jego (1865[44], 1881[2][45])[46]
- Listy z Podhala tatrzańskiego (1881)[2][47]
- Wspomnienia mojej młodości. 1, 1860-1863 – dwa tomiki (1913)[2][48]
- Wieczór z Złotej Pradze[2]

## Odznaczenia
austro-węgierskie
- Medal Wojskowy Włoskiego Krzyża Mariańskiego (około 1880)[30]
- Brązowy Medal Jubileuszowy Pamiątkowy dla Sił Zbrojnych i Żandarmerii (przed 1904)[49]
- Medal Jubileuszowy Pamiątkowy dla Cywilnych Funkcjonariuszów Państwowych (przed 1904)[49]